# Alopecosa albofasciata
Alopecosa albofasciata is een spinnensoort in de taxonomische indeling van de wolfspinnen (Lycosidae).
Het dier behoort tot het geslacht Alopecosa. De wetenschappelijke naam van de soort werd voor het eerst geldig gepubliceerd in 1832 door Brullé.
De spin komt voor in het Middellandse zeegebied.